# Kanata
Kanata ist eine große Vorstadt im westlichen Teil der kanadischen Hauptstadt Ottawa. Bevor Kanata 2001 ein Teil von Ottawa wurde, war sie die am schnellsten wachsende Stadt Kanadas. Der „Census 2021“ ergab 137.118 Einwohner, bei einem Wachstum von 15,9 %.

## Geschichte
Das heutige Gebiet von Kanata war ursprünglich Teil des Stadtgebiets von March und zuerst von Europäern im frühen 19. Jahrhundert besiedelt. Es befasste sich bis zu den 1960ern hauptsächlich mit der Landwirtschaft, als sich die Schwerindustrie immer mehr verbreitete. Das heutige Kanata wurde durch Bill Teron geprägt, der als Vater von Kanata gilt. Er pachtete über 12 km² Land und ließ dort eine moderne Gesellschaft aufbauen. Es war geplant einen Mix aus Bürogebäuden, Wohngebieten und Grünflächen zu schaffen.
Kanata wuchs sehr schnell, wurde 1978 unabhängig vom Stadtgebiet von March und eine eigenständige Stadt. 2001 wurde es, mit einer Reihe von anderen Städten, Teil von Ottawa. Die Stadt wurde zu einem wichtigen High-Tech-Zentrum. DEC war einer der Vorreiter dieses Gebiets.
Seit der Eingemeindung ist Kanata keine eigene Verwaltungseinheit mehr, sondern besteht aus mehreren sogenannten Wards. Gleichwohl wird der Ort von der Kanadischen Statistikbehörde als sogenanntes Bevölkerungszentrum definiert.

## Gebiet

Lage im Stadtgebiet Ottawas

Kanata liegt 22 km südwestlich der kanadischen Hauptstadt Ottawa am Highway 417 und hat eine Fläche von 132 km². 
An der nördlichen Grenze liegt es am Ottawa River. Im Osten grenzt es an Nepean. An der westlichen Grenze liegt Stittsville. Stittsville war einst eine Bauernschaft und später Teil der Stadt Goulbourn. 2001 wurde es auch Teil von Ottawa. Die Stadt ist stark durch die High-Tech-Industrie geprägt. Im Süden grenzt Kanata an Richmond, das 2001 ebenfalls Teil von Ottawa wurde.

## Bevölkerung
2011 lebten knapp über 100.000 Menschen in Kanata (inklusive des benachbarten Stittsville); beinahe alle davon in privaten Haushalten. Die überwiegende Mehrheit (ca. 75 %) der Bewohner spricht Englisch als Muttersprache. Die Verbreitung der Französischen Sprache ist für Ottawa unterdurchschnittlich.

## Politik
Kanata ist die größte Siedlung im Wahlbezirk Kanata—Carleton, die seit der Unterhauswahl 2015 von der Liberalen Karen McCrimmon vertreten wird.
Kanata hatte zwischen 1978 und 2001 drei Bürgermeister:
1. Marianne Wilkinson (1978–1985)
2. Des Adam (1985–1991)
3. Merle Nicholds (1991–2000)

## Wirtschaft
Eine Reihe von High-Tech-Unternehmen unterhalten Büros in Kanata, z. B.:
- Juniper Networks
- BlackBerry
- Mitel
- March Networks
- Alcatel-Lucent
- Bridgewater Systems
- DragonWave
- Solace systems
- CounterPath Corporation
- Protecode
- Dell Canada
- HP
- Smart Technologies
- Norpak
- Nortel
- Nordion
- BreconRidge
- AMCC
- Cisco Systems

Die High-Tech-Industrie ist entlang der March Road (im Kanata North Business Park und Kanata Research Park) und entlang der Eagleson Road (im Kanata South Business Park) konzentriert.

## Architektur

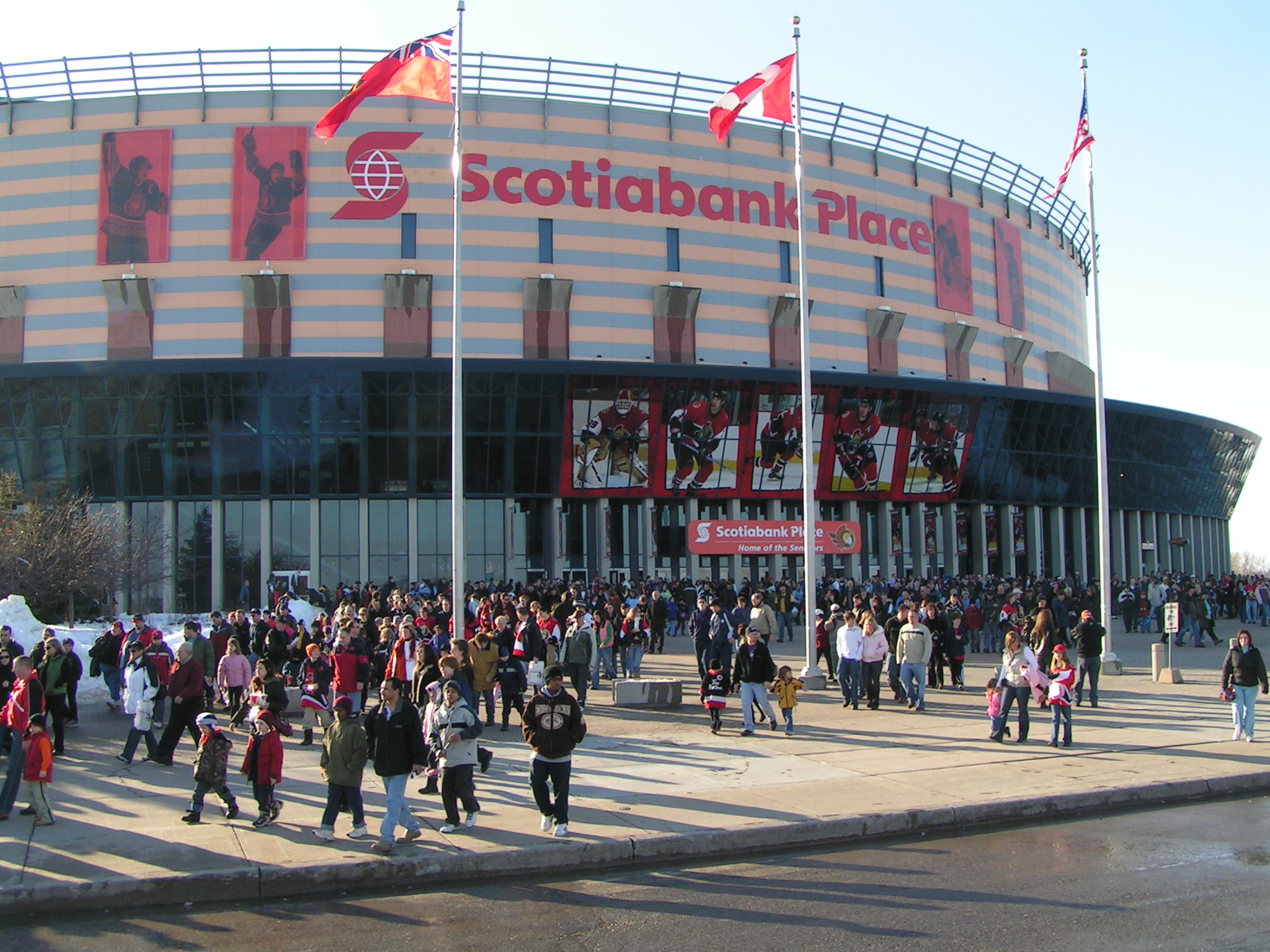
Das Canadian Tire Centre (damals noch Scotiabank Place)

- Canadian Tire Centre (1000 Palladium Drive) ist die Heimatarena der Ottawa Senators und Ort für viele Konzerte. Frühere Bezeichnungen waren The Palladium (1996), The Corel Centre (1996–2005) und Scotiabank Place (2005–2012)
- Das Brookstreet Hotel (525 Legget Drive)
- Das Kanata Centrum ist Ottawas drittgrößtes Einkaufszentrum.
- Das Ron Maslin Playhouse (1 Ron Maslin Place) ist ein Theater mit 350 Sitzen, das 1996 fertiggestellt wurde.
- Das AMC Kanata 24 Theatres ist das größte Kino in Ottawa.

## Sport
Kanata ist Heimat des Profi-Eishockeyteams Ottawa Senators, die in der National Hockey League spielen. Die Senators spielen im Canadian Tire Centre. Die Frauenmannschaft spielt im Bell Sensplex.  Der Kanata Soccer Club ist mit 4.500 Spielern der größte Sportverein in Kanata und der zweitgrößte in Ottawa.

## Söhne und Töchter der Stadt
- Rodney Wilson (* 1964), Filmproduzent, Filmregisseur, Drehbuchautor und Schauspieler
- Travis Scott (* 1975), Eishockeytorwart
- Todd White (* 1975), Eishockeyspieler
- Cory Murphy (* 1978), Eishockeyspieler
- Darroll Powe (* 1985), Eishockeyspieler
- Mark Borowiecki (* 1989), Eishockeyspieler